# 碧差汶山脈
碧差汶山脈（拉丁化：Phetchabun），泰國一山脈。一方面碧差汶山脈分隔泰國泰國中部地區與東北地區，一方面與扁擔山脈劃出一塊正方形的呵叻高原。

## 外部連結
- 维基共享资源上的相關多媒體資源：碧差汶山脈
- Thailand's National Parks - Royal Forest Department
- . 陸地生態區. 世界野生動物基金會.
- Phu Thap Buek - Cabbage farms （页面存档备份，存于）